# Dolci di San Giuseppe

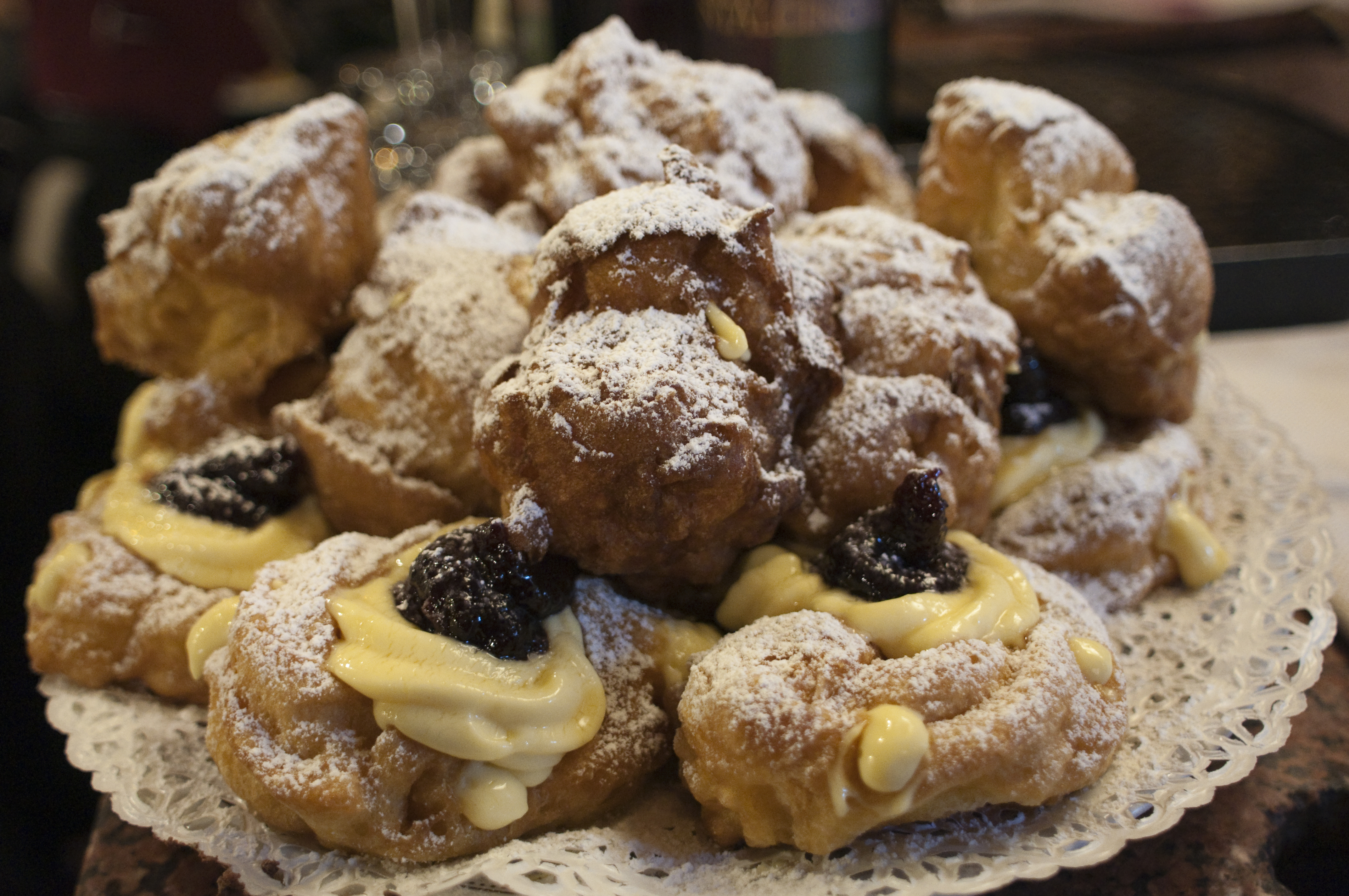
Zeppole e Bignè di San Giuseppe

Questa pagina è dedicata alla tradizione dei dolci di san Giuseppe.

## Generalità
In Italia è consuetudine preparare a marzo particolari dolci nei giorni a ridosso del 19 marzo, festa di san Giuseppe, nonché Festa del papà.
Nel nord Italia specie nella zona detta delle Quattro province (Piacenza, Pavia, Genova e Alessandria) e nella Val Trebbia è uso preparare le frittelle di San Giuseppe (in dialetto farsò) che si consumano nella festa che si conclude con un grande falò, che propizia la fine dell'inverno e l'inizio della primavera. Un'usanza di derivazione celtica-ligure ancora oggi sopravvissuta ai tempi. 
Nella provincia di Bologna è tradizione preparare dei dolcetti denominati raviole.
Nell'Italia centrale è tipica la preparazione di bignè fritti e ripieni di crema o ricotta.
In Toscana è diffusa la preparazione delle frittelle di riso, composte da un impasto di riso cotto nel latte a cui si aggiungono uova e farina - ed eventualmente uva passa aromatizzata con liquori - e poi fritto.
Nel Mezzogiorno e nelle pasticcerie di tradizione napoletana è usanza cuocere al forno o friggere in padella grosse ciambelle decorate esternamente con crema pasticcera e marmellata di amarene, note come zeppole.
In Sicilia occidentale si preparano le sfincie di san Giuseppe.
Nel Catanese, le Zeppole di San Giuseppe sono dei dolci di riso preparati con farina, riso, miele d'arancio e zucchero a velo con cannella.
Particolare è la situazione che si verifica nel Lazio, dove si preparano per tradizione bignè nei paesi dell'ex-Stato Pontificio e zeppole in quelli una volta appartenenti al Regno di Napoli.